# Mistrzostwa Polski w Skokach Narciarskich 1956
31. Mistrzostwa Polski w Skokach Narciarskich – zawody o mistrzostwo Polski w skokach narciarskich, które odbyły się 19 lutego 1956 roku na Owczych Skałach w Szklarskiej Porębie.
W konkursie skoków narciarskich zwyciężył Władysław Tajner, srebrny medal zdobył Roman Gąsienica-Sieczka, a brązowy - Aleksander Kowalski.

## Wyniki konkursu
| Miejsce | Zawodnik                 | Klub                   | Skok 1 | Skok 2 | Punkty |
| ------- | ------------------------ | ---------------------- | ------ | ------ | ------ |
| 1.      | Władysław Tajner         | Olimpia Goleszów       | 60,5   | 62,0   | 225,5  |
| 2.      | Roman Gąsienica-Sieczka  | AZS Zakopane           | 60,0   | 61,0   | 220,5  |
| 3.      | Aleksander Kowalski      | Wisła-Gwardia Zakopane | 57,5   | 57,5   | 211,0  |
| 4.      | Andrzej Gąsienica Daniel | Wisła-Gwardia Zakopane | 58,0   | 58,0   | 208,5  |
| 5.      | Józef Przybyła           | LZS Szczyrk            | 52,0   | 56,5   | 208,0  |
| 6.      | Stanisław Marusarz       | WKS Zakopane           | 54,0   | 58,0   | 207,0  |